# Малый Жемчуг
Ма́лый Же́мчуг (бур. Бага Жэмhэг) — посёлок в Тункинском районе Бурятии. Входит в сельское поселение «Харбяты».

## География
Расположен в Тункинской долине на правом берегу реки Иркут в 6,5 км к северо-востоку от центра сельского поселения, села Харбяты, в полукилометре севернее Тункинского тракта.

## Население
| 2002 | 2010 |
| ---- | ---- |
| 60   | ↘55  |